# Serrasalmus gouldingi
Serrasalmus gouldingi es una especie de pez de la subfamilia de los "caribes" o "pirañas" presente en la cuenca del Río Negro, afluente del río Amazonas. 

## Hábitat y distribución
Habita principalmente ríos de aguas negras y lagunas en la cuenca del río Negro en Venezuela y Brasil.

## Descripción
Esta es una de las especies de caribes de gran porte. El cuerpo es bastante alto o profundo ovalado con la cabeza robusta, alta ojo grande y hocico chato. La cabeza es muy oscura. Iris azul metálico con una banda negra vertical. El cuerpo es romboidal, de color plateado-azulado oscuro con numerosas manchas ovaladas grandes dirigidas verticalmente. La mancha por encima de la aleta pectoral más grande y evidente. Área abdominal con manchas de menor tamaño. Aletas generalmente muy oscuras o negras. Aleta caudal completamente oscura con un borde posterior hialino.
Puede confundirse con Serrasalmus rhombeus y Serrasalmus manueli pero tanto el patrón de coloración como algunas otras características morfológicas los separan.

## Alimentación
Son peces predadores principalmente consumen otros peces más pequeños, larvas de insectos acuáticos y crustáceos (camarones). 